# W. Chrystie Miller
William Chrystie Miller (Dayton, 10 agosto 1843 – Staten Island, 23 settembre 1922) è stato un attore statunitense del cinema muto.
Viene spesso confuso con Walter Miller, un altro attore che lavorò spesso negli stessi anni per la Biograph Company.

## Biografia
W. Chrystie Miller nacque nell'Ohio, a Dayton. Comincia la sua carriera cinematografica a 65 anni, nel 1908, in The Zulu's Heart, uno dei primi film di D.W. Griffith. La sua età avanzata gli procurava ruoli marginali di padre, ministro religioso, nonno, uomo anziano.
Nel suo ultimo film, Giuditta di Betulla nel ruolo di un abitante di Betulla, è diretto ancora da Griffith.
Miller muore nel 1922 a New York, a Staten Island a 79 anni.

## Filmografia
- The Zulu's Heart, regia di D.W. Griffith - cortometraggio (1908)
- A Troublesome Satchel, regia di D.W. Griffith - cortometraggio (1909)
- A Baby's Shoe, regia di D.W. Griffith - cortometraggio (1909)
- The Renunciation, regia di D.W. Griffith - cortometraggio (1909)
- A Change of Heart, regia di D.W. Griffith - cortometraggio (1909)
- The Red Man's View, regia di D.W. Griffith - cortometraggio (1909)
- A Corner in Wheat, regia di D.W. Griffith - cortometraggio (1909)
- A Trap for Santa Claus, regia di D.W. Griffith - cortometraggio (1909)
- In Little Italy, regia di D.W. Griffith - cortometraggio (1909)
- To Save Her Soul, regia di D.W. Griffith - cortometraggio (1909)
- The Day After, regia di D.W. Griffith - cortometraggio (1909)
- The Rocky Road, regia di D.W. Griffith - cortometraggio (1910)
- The Dancing Girl of Butte, regia di D.W. Griffith - cortometraggio  (1910)
- Her Terrible Ordeal, regia di D.W. Griffith - cortometraggio (1910)
- On the Reef, regia di D.W. Griffith - cortometraggio (1910)
- The Call, regia di D.W. Griffith - cortometraggio (1910)
- The Honor of His Family, regia di D.W. Griffith - cortometraggio (1910)
- The Last Deal, regia di D.W. Griffith - cortometraggio (1910)
- The Cloister's Touch, regia di D.W. Griffith - cortometraggio (1910)
- The Duke's Plan, regia di D.W. Griffith - cortometraggio (1910)
- One Night and Then, regia di D.W. Griffith - cortometraggio (1910)
- The Englishman and the Girl, regia di D.W. Griffith - cortometraggio (1910)
- The Newlyweds, regia di D.W. Griffith - cortometraggio (1910)
- The Thread of Destiny, regia di D.W. Griffith - cortometraggio (1910)
- In Old California, regia di D.W. Griffith - cortometraggio (1910)
- The Converts, regia di D.W. Griffith - cortometraggio (1910)
- Faithful, regia di D.W. Griffith - cortometraggio (1910)
- The Twisted Trail, regia di D.W. Griffith - cortometraggio (1910)
- Gold Is Not All, regia di D.W. Griffith - cortometraggio (1910)
- The Two Brothers, regia di D.W. Griffith - cortometraggio (1910)
- As It Is in Life, regia di D.W. Griffith - cortometraggio (1910)
- Thou Shalt Not, regia di D.W. Griffith - cortometraggio (1910)
- The Tenderfoot's Triumph, regia di Frank Powell - cortometraggio (1910)
- The Way of the World, regia di D.W. Griffith - cortometraggio (1910)
- The Gold Seekers, regia di D.W. Griffith - cortometraggio (1910)
- Over Silent Paths, regia di D.W. Griffith - cortometraggio (1910)
- Ramona, regia di D.W. Griffith - cortometraggio (1910)
- In the Season of Buds, regia di D.W. Griffith - cortometraggio (1910)
- A Child of the Ghetto, regia di D.W. Griffith - cortometraggio (1910)
- In the Border States, regia di D.W. Griffith - cortometraggio (1910)
- May and December, regia di D.W. Griffith, Frank Powell (1910)
- The Marked Time-Table, regia di D.W. Griffith - cortometraggio (1910)
- A Midnight Cupid, regia di D.W. Griffith - cortometraggio (1910)
- A Child's Faith, regia di D.W. Griffith - cortometraggio (1910)
- The Call to Arms, regia di D.W. Griffith - cortometraggio (1910)
- Unexpected Help, regia di D.W. Griffith - cortometraggio (1910)
- An Arcadian Maid, regia di D.W. Griffith - cortometraggio (1910)
- Her Father's Pride, regia di D.W. Griffith - cortometraggio (1910)
- An Old Story with a New Ending, regia di D.W. Griffith, Frank Powell (1910)
- The Sorrows of the Unfaithful, regia di D.W. Griffith - cortometraggio (1910)
- Wilful Peggy, regia di D.W. Griffith - cortometraggio (1910)
- The Modern Prodigal, regia di D.W. Griffith - cortometraggio (1910)
- A Summer Idyll, regia di D.W. Griffith - cortometraggio (1910)
- In Life's Cycle, regia di D.W. Griffith - cortometraggio (1910)
- The Oath and the Man, regia di D.W. Griffith - cortometraggio (1910)
- Rose O'Salem Town, regia di D.W. Griffith - cortometraggio (1910)
- Examination Day at School, regia di D.W. Griffith - cortometraggio (1910)
- That Chink at Golden Gulch, regia di D.W. Griffith - cortometraggio (1910)
- A Lucky Toothache, regia di Frank Powell (1910)
- The Broken Doll, regia di D.W. Griffith - cortometraggio (1910)
- The Fugitive, regia di D.W. Griffith - cortometraggio (1910)
- Simple Charity, regia di D.W. Griffith - cortometraggio (1910)
- Sunshine Sue, regia di D.W. Griffith - cortometraggio (1910)
- A Plain Song, regia di D.W. Griffith - cortometraggio (1910)
- Effecting a Cure, regia di Frank Powell, Mack Sennett (1910)
- The Lesson, regia di D.W. Griffith (1910)
- White Roses, regia di D.W. Griffith e Frank Powell (1910)
- His Wife's Sweethearts, regia di Frank Powell (1910)
- His Trust, regia di D.W. Griffith (1911)
- What Shall We Do with Our Old?, regia di D.W. Griffith (1911)
- Fisher Folks, regia di D.W. Griffith (1911)
- The Lily of the Tenements, regia di D.W. Griffith (1911)
- Was He a Coward?, regia di D.W. Griffith (1911)
- Teaching Dad to Like Her, regia di D.W. Griffith (1911)
- The Lonedale Operator, regia di D.W. Griffith (1911)
- A Knight of the Road, regia di D.W. Griffith (1911)
- His Mother's Scarf, regia di D.W. Griffith (1911)
- In the Days of '49, regia di D.W. Griffith (1911)
- The New Dress, regia di D.W. Griffith (1911)
- The Crooked Road, regia di D.W. Griffith (1911)
- The White Rose of the Wilds, regia di D.W. Griffith (1911)
- The Smile of a Child, regia di D.W. Griffith (1911)
- The Primal Call, regia di D.W. Griffith (1911)
- Bobby, the Coward, regia di D.W. Griffith (1911)
- The Last Drop of Water, regia di D.W. Griffith (1911)
- The Blind Princess and the Poet, regia di D.W. Griffith (1911)
- Swords and Hearts, regia di D.W. Griffith (1911)
- The Village Hero, regia di Mack Sennett (1911)
- The Making of a Man, regia di David W. Griffith (1911)
- The Adventures of Billy, regia di D.W. Griffith (1911)
- The Battle, regia di D.W. Griffith (1911)
- Dooley's Scheme, regia di Mack Sennett (1911)
- The Old Bookkeeper, regia di D.W. Griffith (1912)
- Under Burning Skies, regia di D.W. Griffith (1912)
- The Sunbeam, regia di D.W. Griffith (1912)
- A String of Pearls, regia di D.W. Griffith (1912)
- The Goddess of Sagebrush Gulch, regia di D.W. Griffith (1912)
- The Old Actor, regia di D.W. Griffith (1912)
- A Personal Affair, regia di D.W. Griffith (1912)
- An Outcast Among Outcasts, regia di D.W. Griffith (1912)
- A Temporary Truce, regia di D.W. Griffith (1912)
- Lena and the Geese, regia di D.W. Griffith (1912)
- The Spirit Awakened, regia di D.W. Griffith (1912)
- An Indian Summer, regia di D.W. Griffith (1912)
- La genesi dell'uomo (Man's Genesis) (1912)
- Heaven Avenges, regia di D.W. Griffith (1912)
- The Sands of Dee, regia di D.W. Griffith (1912)
- A Change of Spirit, regia di D.W. Griffith (1912)
- Getting Rid of Trouble, regia di Dell Henderson (1912)
- Blind Love, regia di D.W. Griffith (1912)
- Two Daughters of Eve, regia di D.W. Griffith (1912)
- The Chief's Blanket, regia di D.W. Griffith (1912)
- My Baby, regia di D.W. Griffith (1912)
- The Informer, regia di D.W. Griffith (1912)
- The Massacre, regia di David W. Griffith (1912)
- A Sailor's Heart, regia di Wilfred Lucas (1912)
- Pirate Gold, regia di Wilfred Lucas (1913)
- An Adventure in the Autumn Woods, regia di D.W. Griffith (1913)
- The Tender Hearted Boy, regia di D.W. Griffith (1913)
- A Misappropriated Turkey, regia di D.W. Griffith (1913)
- Oil and Water, regia di D.W. Griffith (1913)
- A Girl's Stratagem, regia di D.W. Griffith (1913)
- The Unwelcome Guest, regia di D.W. Griffith (1913)
- A Welcome Intruder, regia di D.W. Griffith (1913)
- An 'Uncle Tom's Cabin' Troupe, regia di Dell Henderson (1913)
- The Little Tease, regia di D.W. Griffith (1913)
- Just Gold, regia di D.W. Griffith (1913)
- His Mother's Son, regia di D.W. Griffith (1913)
- A Timely Interception, regia di D.W. Griffith (1913)
- Her Mother's Oath, regia di D.W. Griffith (1913)
- The Reformers; or, The Lost Art of Minding One's Business, regia di D.W. Griffith (1913)
- The Monument, regia di Anthony O'Sullivan (1913)
- The Work Habit, regia di Anthony O'Sullivan (1913)
- The Adopted Brother, regia di D.W. Griffith (1913)
- The Girl Across the Way, regia di Christy Cabanne (1913)
- The Blue or the Gray, regia di Christy Cabanne (1913)
- The Battle at Elderbush Gulch, regia di D.W. Griffith (1913)
- Giuditta di Betulla (Judith of Bethulia), regia di D.W. Griffith (1914)